# BMW 3/20
BMW 3/20 PS AM1 (niem. Ausführung München pol. edycja Monachium) – małolitrażowy samochód osobowy produkowany w latach 1932–1934 przez Bayerische Motoren-Werke AG. Samochód ten jest pierwszym samochodem seryjnym zaprojektowanym przez BMW i zastąpił on produkowanego od 1929 roku BMW 3/15 PS DA4. Łączna produkcja tego samochodu osiągnęła nakład 7215 egzemplarzy.

## Historia Modelu
Poprzez przejęcie 16 listopada 1928 Fabryki Samochodów w Eisenach (niem. Fahrzeugfabrik Eisenach) koncern BMW przejął również prawa licencyjne do produkowanego od 1922 r. małego samochodu Austin Seven. BMW przeprowadził drobne modyfikacje i od lipca 1929 rozpoczęto produkcję licencyjną własnego modelu o nazwie BMW 3/15 PS DA2. Samochód ten cieszył się u nabywców znacznym powodzeniem, między innymi dzięki swej przystępnej cenie. Jednak z powodu swych niewielkich rozmiarów, jak i konstrukcji nieodpowiadającej standardom ówczesnej techniki, z czasem coraz trudniej było o pozyskanie nowych klientów. I tak w 1931 r. rada nadzorcza BMW podjęła decyzję o rozpoczęciu prac badawczych nad nowym, większym modelem samochodu osobowego.
Dotychczas prace badawczo-konstrukcyjne koncernu BMW koncentrowały się głównie na silnikach lotniczych i produkcji motocykli. Z powodu braku odpowiedniego personelu dyrektor naczelny Franz Josef Popp zlecił konstrukcję nowej karoserii inżynierom Daimler-Benz w Stuttgarcie. Umowa z firmą Daimler-Benz zawierała również klauzulę na produkcję karoserii. Z tego powodu w Sindelfingen utworzono specjalną linię produkcyjną, która zajmowała się wyłącznie wytwarzaniem karoserii nowego modelu BMW. Jako że Daimler-Benz nie specjalizował się w produkcji nitowanych karoserii wykonanych całkowicie ze stali, w nowym samochodzie BMW 3/20 powrócono do znanej już w samochodach Austin Seven konstrukcji drewniano-stalowej.
Przy projektowaniu nowego modelu BMW porzucono także dotychczasowy koncept ramy nośnej. Oddział konstrukcyjny w Eisenach opracował nową centralną ramę z podwójnych rur, której rozstaw osi powiększony został o 25 cm. Przyrost długości wykorzystany został przede wszystkim do powiększenia komfortu i przestrzeni wewnątrz samochodu. Z poprzednika, modelu BMW 3/15 PS DA4 przejęty został zaledwie układ niezależnego zawieszenia przednich kół.
Również czterocylindrowa jednostka napędowa stosowana jeszcze w modelach Austin Seven została poddana gruntownej modernizacji. Zadanie to powierzono zespołowi konstruktorów z Monachium. I tak pod kierownictwem dyrektora technicznego Maxa Friza powiększono pojemność skokową silnika z 748,5 cm³ do 782 cm³ poprzez zwiększenie o 4 mm do 80 mm wysokości skoku tłoka. Wymiar średnicy cylindra został zachowany. Głównie poprzez tę zmianę osiągnięto wzrost mocy silnika o ponad 30% do 20 KM. Kolejną znaczącą zmianą było zastosowanie układu górnozaworowego co spowodowało, że nowa jednostka napędowa pracowała znacznie ciszej niż jej angielski poprzednik. Większa o 150 kg waga samochodu zmusiła inżynierów do zwiększenia przełożenia I biegu skrzyni biegów, tak by zachować dynamiczność jazdy znaną z modelu BMW 3/15.
Na początku 1932 r. plany konstrukcyjne nowego samochodu były już gotowe i aby rozpocząć produkcję seryjną należało uregulować sprawę umowy licencyjnej z firmą Austin. BMW poprzez przejęcie fabryki w Eisenach w 1928 r. przejął również na 10 lat prawa do produkcji samochodu Austin Seven. Pomimo tego, że BMW 3/20 wyglądem przypominało swego poprzednika, była to jednak samodzielna konstrukcja, więc dyrekcja BMW nie była skłonna do dalszych opłat licencyjnych. W tym celu w styczniu 1932 dyrektor naczelny Franz Josef Popp osobiście udał się do Longbrigde niedaleko Birmingham, gdzie przedstawił plany nowego BMW Sir Austinowi. Po przejrzeniu akt, Sir Austin uznał, że konstrukcja BMW dalece różni się z jego modelem Austi Seven i zgodził się na rozwiązanie umowy z dniem 1 marca 1932. Popp jedynie musiał obiecać sir Austinowi, że premiera nowego BMW odbędzie się najwcześniej cztery tygodnie po wygaśnięciu umowy licencyjnej. I tak na początku kwietnia 1932 roku BMW zaprezentował swój nowy produkt. BMW 3/20 został pozytywnie oceniony przez fachową prasę, przede wszystkim pozytywnie przyjęto zwiększoną przestrzeń wewnątrz samochodu, co również zaznaczono w prospekcie BMW z kwietnia 1932. Negatywnie oceniony został przejęty z modelu BMW 3/15 PS DA4 układ niezależnego zawieszenia przednich kół. Na krętych drogach samochód niebezpiecznie się rozhuśtywał i był trudny do prowadzenia. Niestety BMW nie udało się utrzymać ceny poprzednika i tak wersja sedan kosztowała 2845 marek i była o 350 marek droższa niż porównywalne samochody firmy Opel czy też Hanomag. Między innymi stosunkowo wysoka cena przyczyniła się do tego, że samochód ten nie sprzedawał się tak dobrze jak poprzednik. Pomimo tego w latach 1932–1934 do nabywców trafiło 7215 modeli BMW 3/20 co plasowało BMW na piątym miejscu na rynku niemieckim.

## Dane Techniczne
|                                                                                                 | BMW 3/20 PS typ AM1/AM3: 1932–1933 typ AM4: 1933–1934                                            |
| ----------------------------------------------------------------------------------------------- | ------------------------------------------------------------------------------------------------ |
| Układ napędowy                                                                                  |                                                                                                  |
| liczba cylindrów średnica cylindra / skok tłoka pojemność skokowa moc kompresja skrzynia biegów | 4 56 / 80 mm 788 cm³ 20 KM przy 3500 obr./min 1:5,6 ręczna / 3 biegi typ AM1/AM3 4 biegi typ AM4 |
| Dane techniczne: wymiary                                                                        |                                                                                                  |
| rozstaw osi rozstaw kół Długość Szerokość Wysokość masa własna                                  | 2150 mm 1100 mm przód / 1100 mm tył 3200 mm 1420 mm 1550 mm 650 kg                               |
| Dane techniczne: osiągi / ogólne                                                                |                                                                                                  |
| prędkość maksymalna zużycie paliwa pojemność baku ciężar maksymalny liczba egzemplarzy          | 80 km/h 7,5 l/100 km 25 litrów 940 kg 7215 szt.                                                  |